# Saint-Sulpice, Ain
Saint-Sulpice är en kommun i departementet Ain i regionen Auvergne-Rhône-Alpes i östra Frankrike. Kommunen ligger  i kantonen Montrevel-en-Bresse som ligger i arrondissementet Bourg-en-Bresse. Kommunens areal är 5,26 km². År 2022 hade Saint-Sulpice 259 invånare.

## Befolkningsutveckling
Antalet invånare i kommunen Saint-Sulpice
Referens: INSEE